# Människoartade apor
Människoartade apor (Hominoidea) eller hominoider är en överfamilj primater inom infraordningen smalnäsor. I denna överfamilj ingår familjerna:
- Hominider eller människoapor (Hominidae): människor (Homo), schimpanser (Pan),  gorillor (Gorilla) och orangutanger (Pongo).
- Gibboner (Hylobatidae)

Överfamiljen människoartade apor beräknas ha skilts från systergruppen markattartade apor (Cercopithecidae) för 29–34,5 miljoner år sedan.
Det finns en mängd olika fossil av människoapor, främst från miocenperioden. Proconsul, Morotopithecus, Kenyapithecus, Sivapithecus, Afropithecus, Oreopithecus, Ouranopithecus, Dryopithecus,... är en långt ifrån uttömmande lista, och det är oklart vilken som är förfader till vilken. Ramapithecus troddes tidigare vara en mänsklig förfader, baserat på mycket fragmentariska fossil, men mer kompletta fynd har visat att den sannolikt är närmare släkt med orangutanger, och att den bör inordnas i Sivapithecus
På senare tid har man främst hittat fossil som hör till människans gren av hominoidernas stamträd. Denna gren betecknas antingen hominider eller homininer. År 2002 hittades i Tchad ett mellan sex och sju miljoner år gammalt fossil som kallades för Toumai av dess upphittare, och som sedan beskrivits som Sahelanthropus tchadensis. Upptäckaren Michel Brunet och hans forskaregrupp betraktar arten som den äldsta kända medlemmen i människans utvecklingsgren, men indelningen godkänns inte av alla forskare. Andra kandidater är Orrorin och Ardipithecus. Se vidare människans utveckling.

Homo = Människa
Pan = Schimpanser
Gorilla = Gorillor
Pongo = Orangutanger
Hylobatidae = Gibboner

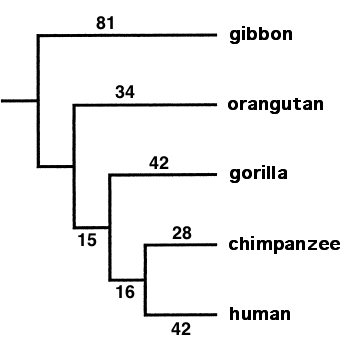
Släktskap mellan människoartade apor. Talen i diagrammet är ett mått på det evolutionära avståndet.